# Menelikornis
Menelikornis är ett fågelsläkte i familjen turakoer inom ordningen turakofåglar. Släktet omfattar endast två arter som förekommer i Afrika söder om Sahara:
- Etiopienturako (Menelikornis ruspolii)
- Vitkindad turako (Menelikornis leucotis)

Arterna placeras traditionellt i Tauraco men genetiska studier visar att de endast är avlägset släkt och lyfts därför ut till ett eget släkte.